# Camptocladius orientalis
Camptocladius orientalis är en tvåvingeart som först beskrevs av Jean-Jacques Kieffer 1918.  Camptocladius orientalis ingår i släktet Camptocladius och familjen fjädermyggor.
Artens utbredningsområde är Turkiet. Inga underarter finns listade i Catalogue of Life.